# Philesturnus carunculatus
El tieke de Isla Sur (Philesturnus carunculatus) es una especie de ave paseriforme de la familia Callaeidae endémica de Nueva Zelanda. Se trata de un pájaro de tamaño medio con una coloración general negra brillante y con la espalda de color castaño. Como todos los miembros de su familia tiene dos carúnculas a ambos lados del pico, en el caso de esta especie de color rojizo. Tras varios programas de reintroducción el riesgo de extinción de esta ave ha disminuido pasando su catalogación de vulnerable a cercano a la amenaza (NT).

## Taxonomía

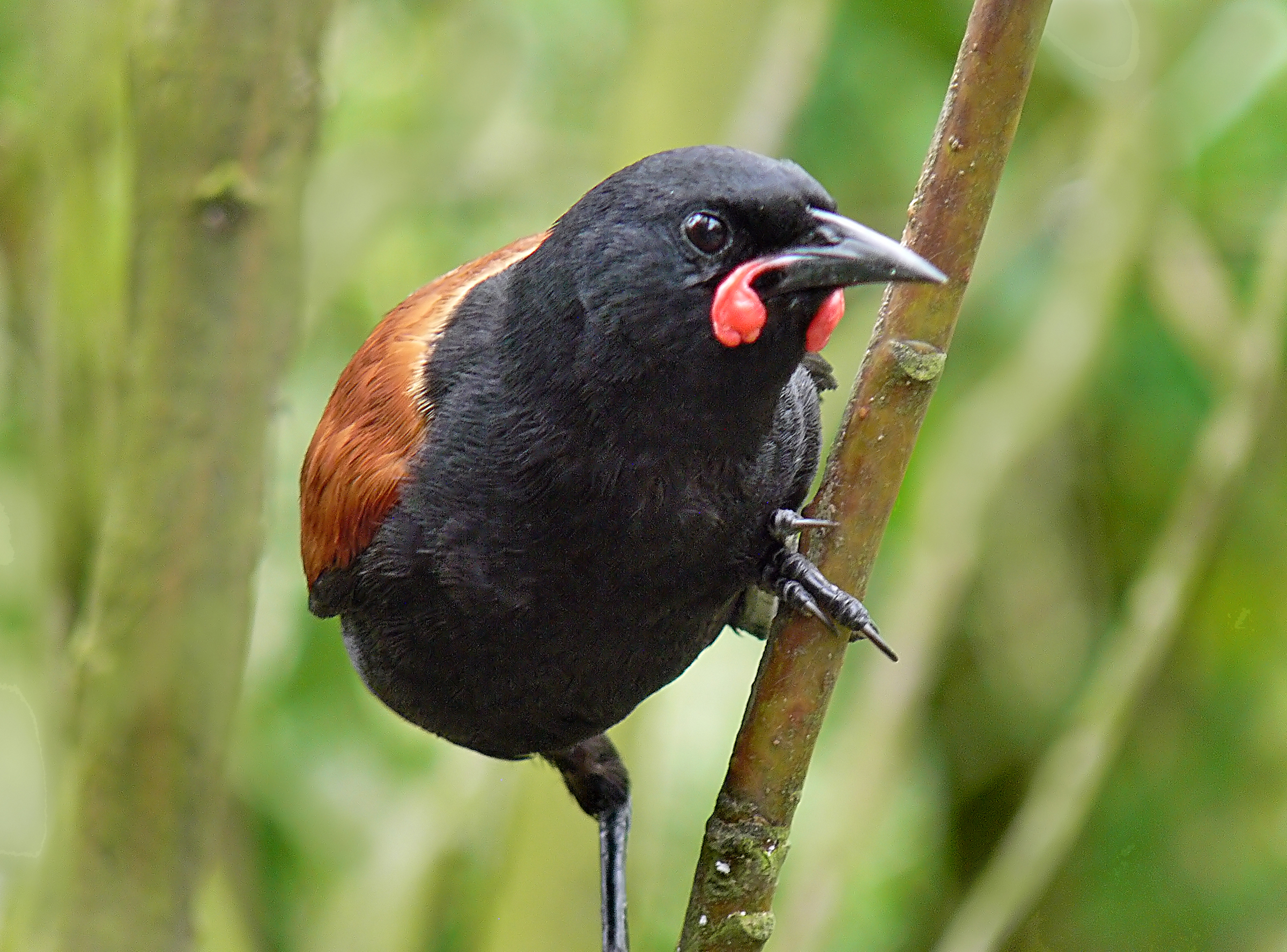
Saddle Back.

El tieke fue descrito científicamente por el naturalista alemán Johann Friedrich Gmelin en 1789. Su nombre es una onomatopeya maorí procedente de una de las llamadas de la especie que viene a ser: ti-e-ke-ke-ke-ke.
El tieke parece tener su origen en una expansión temprana de los paseriformes en Nueva Zelanda, siendo una de los tres géneros de la familia Callaeidae, los otros son la extinta huia, y el kōkako, que se encuentra en peligro de extinción. Esta familia no tiene parientes próximos a excepción del hihi, y su relación taxonómica con el resto de las aves todavía está por determinar.

## Descripción
El tieke es más grande que la mayoría de las aves arborícolas de los bosques de Nueva Zelanda. Mide unos 25 cm y llega a pesar 75 gramos (ligeramente mayor que un mirlo común). La totalidad de su cuerpo es de color negro brillante con excepción de la mancha castaña a modo de silla de montar en su espalda y la base de su cola. Su pico es recto, fuerte y puntiagudo, y de color gris oscuro como sus patas.

## Comportamiento
Se alimenta arrancando trozos de la corteza de los árboles en busca de insectos, además de atraparlos entre la hojarasca. Su dieta no es estrictamente insectívora ya que se les ha observado alimentándose también con frutas y néctar. Como su pariente kokako no es un gran volador, prefiriendo saltar de rama en rama, aunque puede volar ruidosamente distancias cortas.
Son aves territoriales que cantan al amanecer para marcar sus dominios. Si un intruso se introduce en su territorio realizan  exhibiciones de amenaza, que incluyen inclinaciones de la cabeza despliegue de la cola y vocalizaciones amenazantes a la vez que dilatan las carúnculas. Si el intruso se intimida se producirá una lucha en la que cada ave intenta agarrar las carúnculas de su adversario. Estas ruidosas aves no se asustan ante la presencia de los humanos lo que llamó la atención de los naturalistas del siglo XIX.
Los tiekes pueden anidar sobre las epifitas, la copa de los helechos arborescentes y huecos en los troncos de los árboles. Tienen tendencia a anidar cerca del suelo, y sus pollos recién emplumados suelen dejarlo para saltar por el suelo alrededor de él mientras ejercitan sus alas para el vuelo.